# Svajambhúnáth
Svajambhúnáth či Swayambhunath (dévanágarsky: स्वयम्भू स्तूप; névársky: स्वयंभू) je starobylý náboženský komplex na vrcholu kopce v údolí Káthmándú, západně od centra Káthmándú. Tibetský název místa znamená 'Vznešené stromy' ( Wylie : Phags.pa Shing.kun ), pro mnoho druhů stromů, které se na kopci nacházejí. Šingkun však může být z tamangského bhaského názvu komplexu, Swayambhu, což znamená "samosprašný."  Pro buddhistické Névárce, v jejichž mytologické historii a mýtu o původu i každodenní náboženské praxi zaujímá Swayambhunath ústřední postavení, je pravděpodobně nejposvátnějším mezi buddhistickými poutními místy. Pro Tibeťany a vyznavače tibetského buddhismu je hned na druhém místě za Boudhou. Swayambhunath je hinduistický název.

Komplex se skládá z velké stúpy, řady svatyní a chrámů, z nichž některé pocházejí z období Liččhaviů. Novějšími přírůstky jsou tibetský klášter, muzeum a knihovna. Na stúpě jsou namalovány Buddhovy oči a obočí. Mezi nimi je na způsob nosu namalována číslice jedna (v nepálském písmu). Jsou zde také obchody, restaurace a ubytovny. Místo má dva přístupy: dlouhé schodiště vedoucí přímo na hlavní plošinu chrámu, které je z vrcholu kopce na východě, a cestu pro auta kolem kopce z jihu vedoucí k jihozápadnímu vchodu. První, je vidět po dosažení vrcholu schodiště, je vadžra. Tsultrim Allione popisuje tento zážitek:
Byli jsme udýchaní a zpocení, když jsme klopýtali po posledních strmých schodech a prakticky padli na největší vadžru (žezlo blesku), jakou jsem kdy viděl. Za touto vadžrou byla obrovská, kulatá, bílá kopule stúpy, jako plná pevná sukně, na jejímž vrcholu byly dvě obrovské Buddhovy oči, které moudře shlížely na poklidné údolí, které právě začínalo ožívat.
Velká část ikonografie Svájambhunáthu pochází z tradice vadžrajánového névárskéhobuddhismu. Komplex je však důležitým místem pro buddhisty mnoha škol a je uctíván také hinduisty.

## Galerie

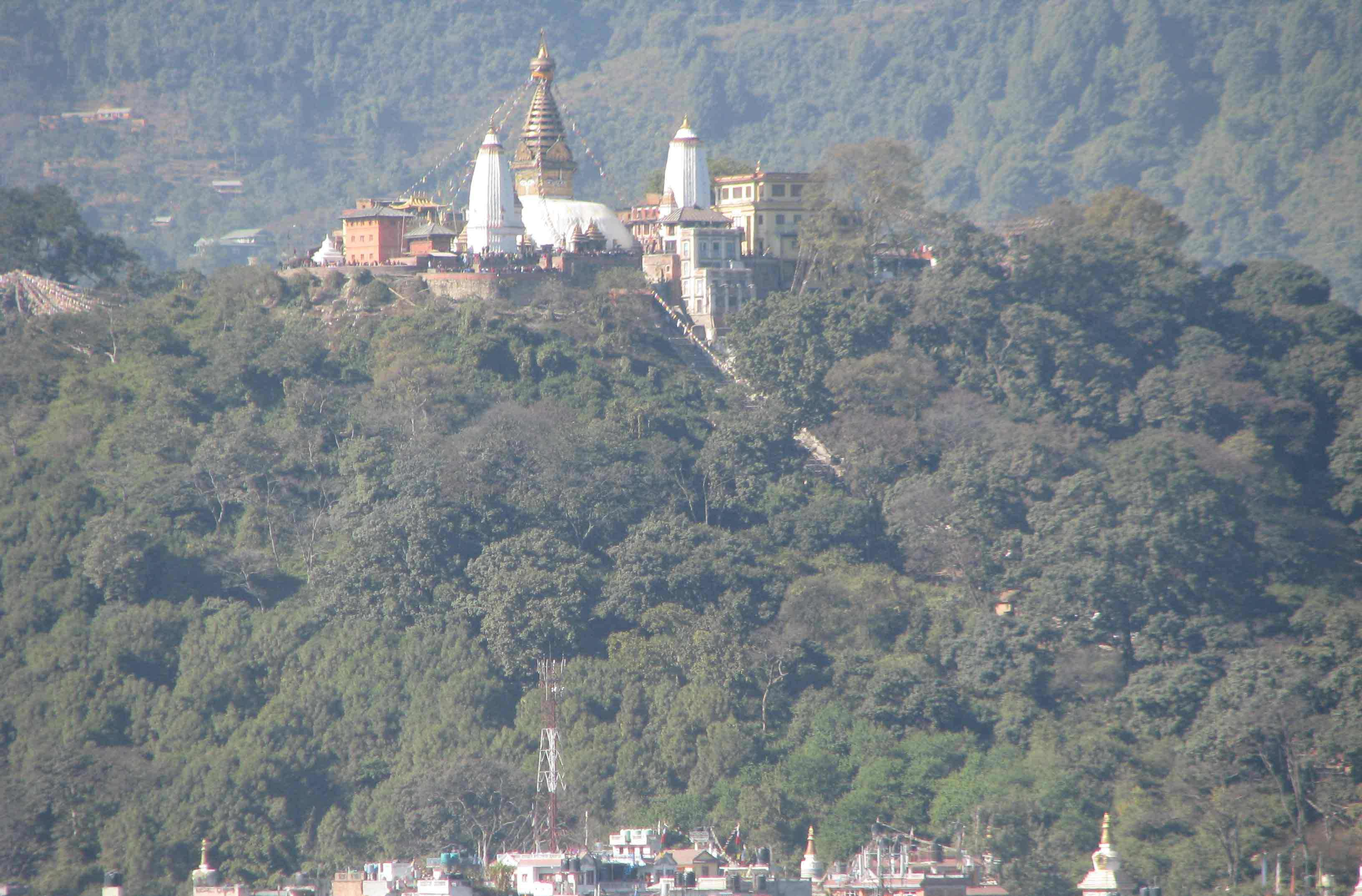
Kopec Svajambhu
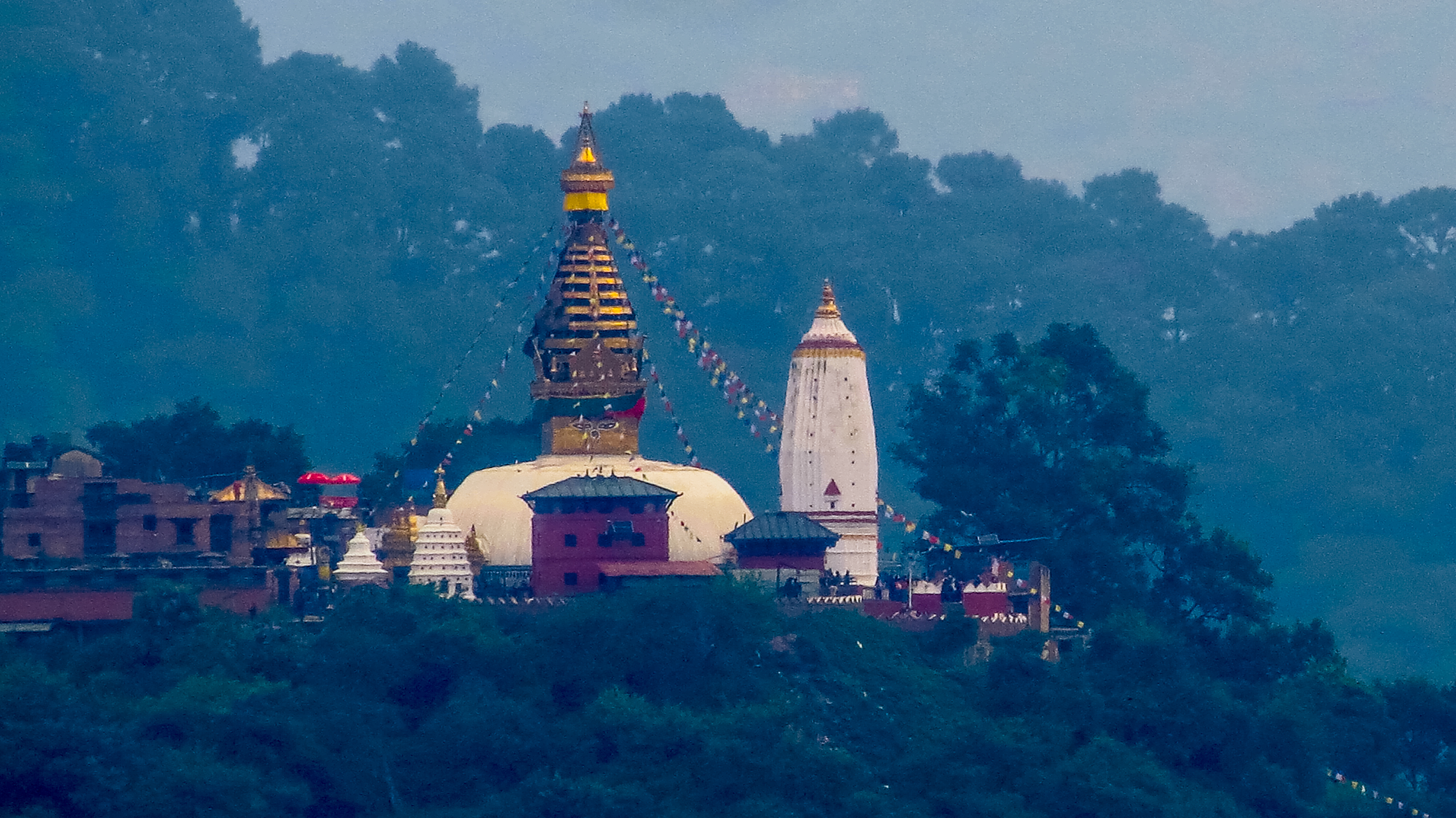
Pohled na chrám Svajambhúnáth z Kritipur Bhag Bhairav
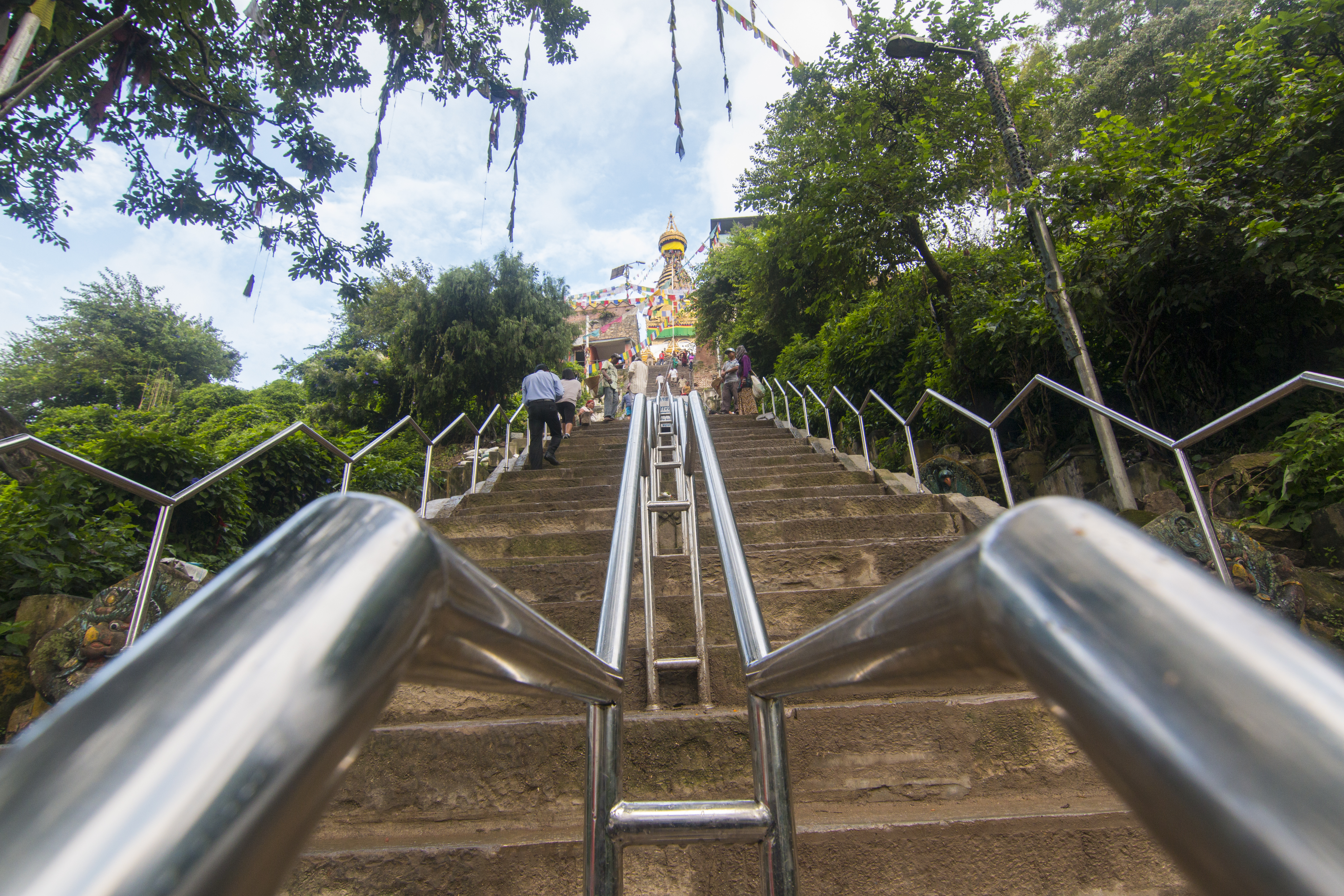
Východní schodiště
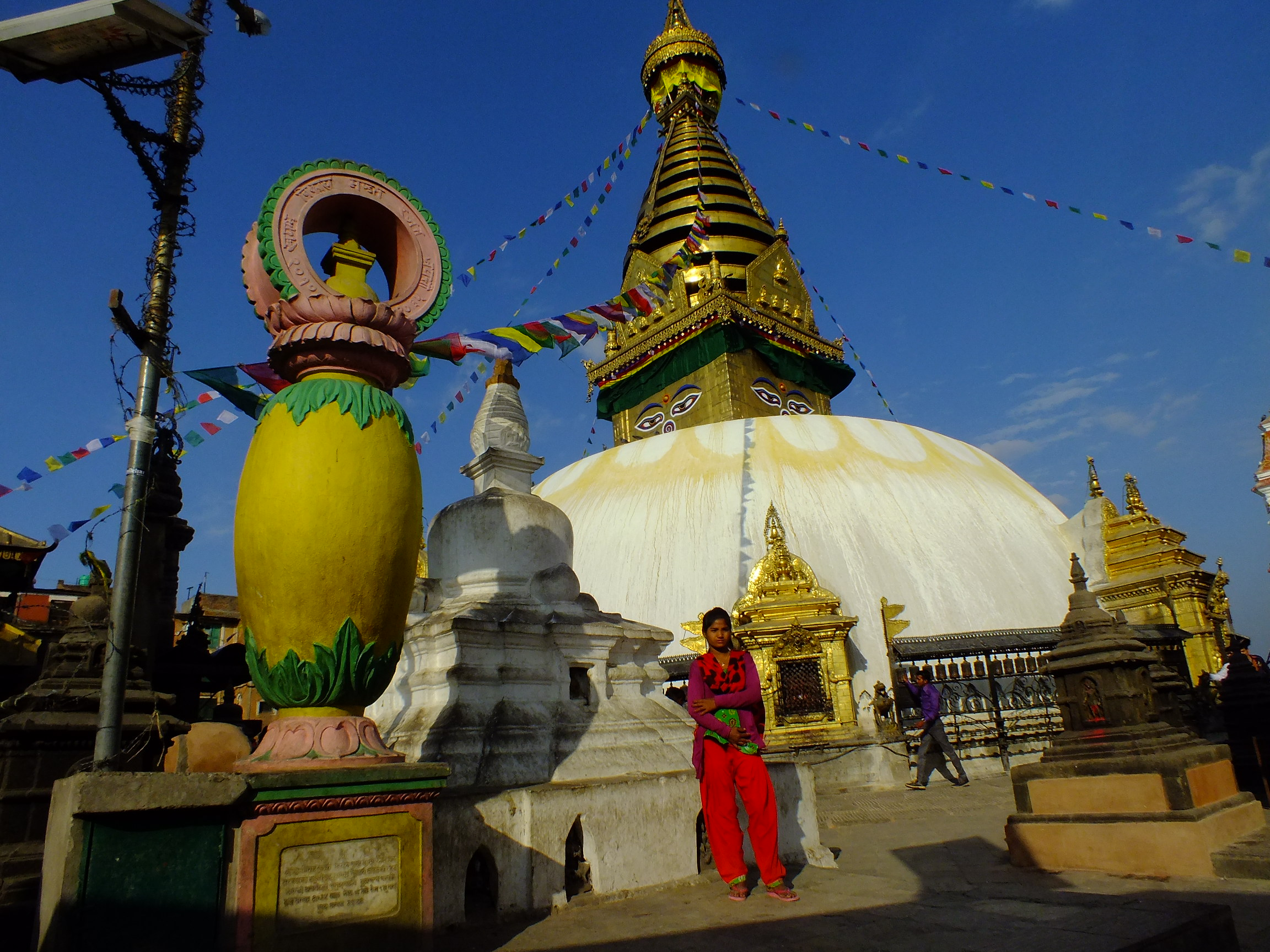
Oblast stúpy Svajambhúnáth
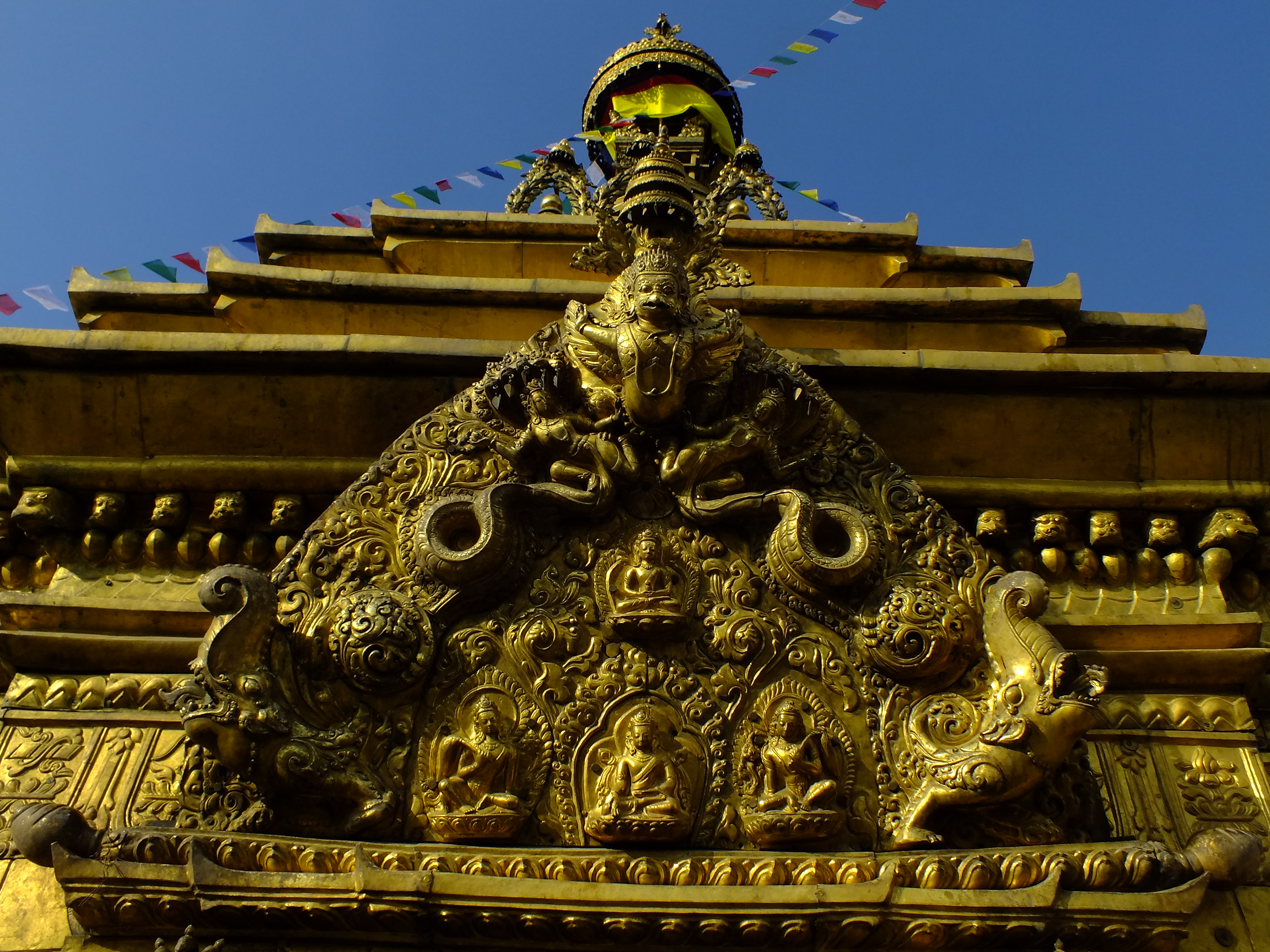
Detailní záběr na stúpu Svajambhúnath
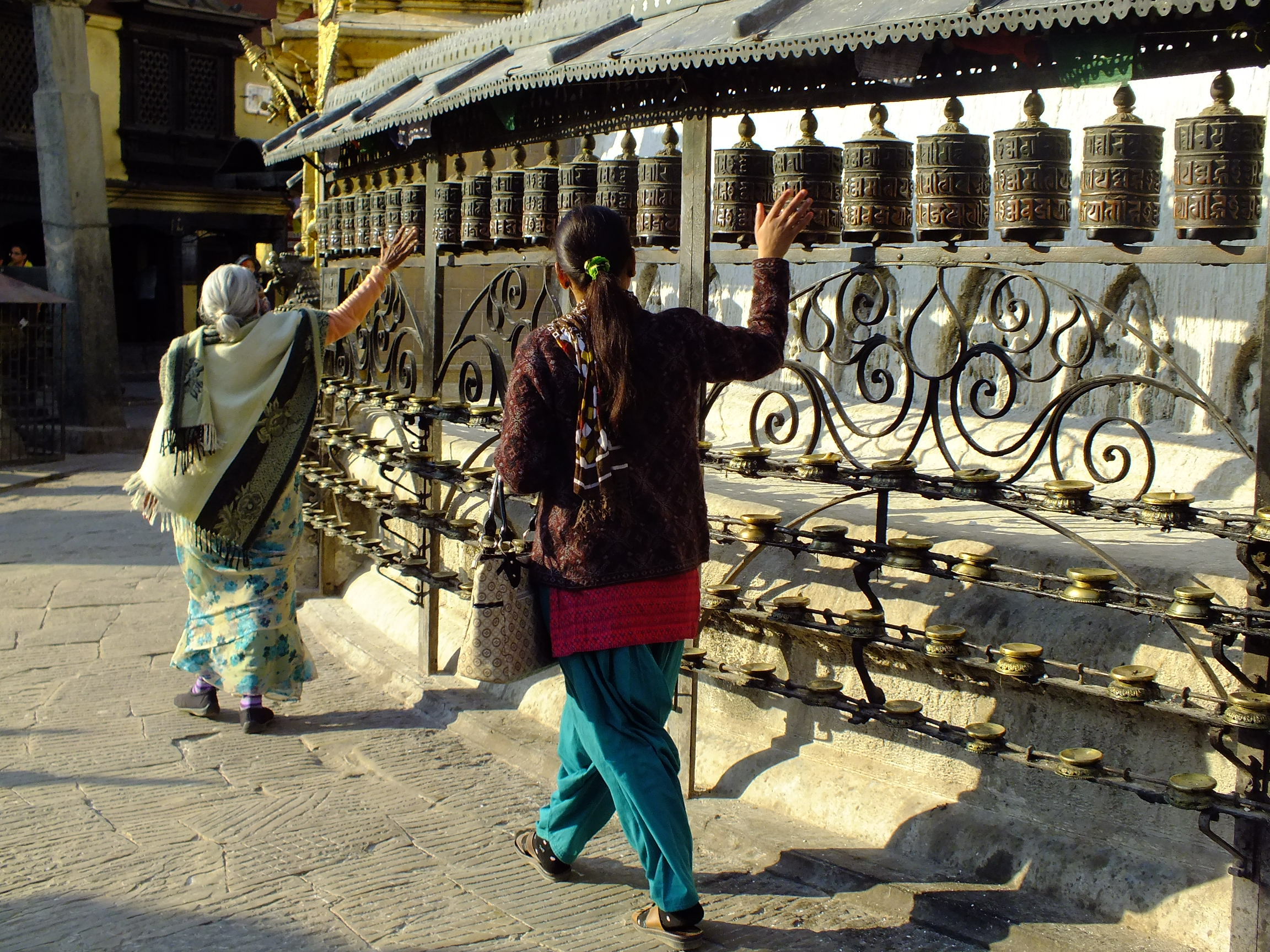
Základna stúpy
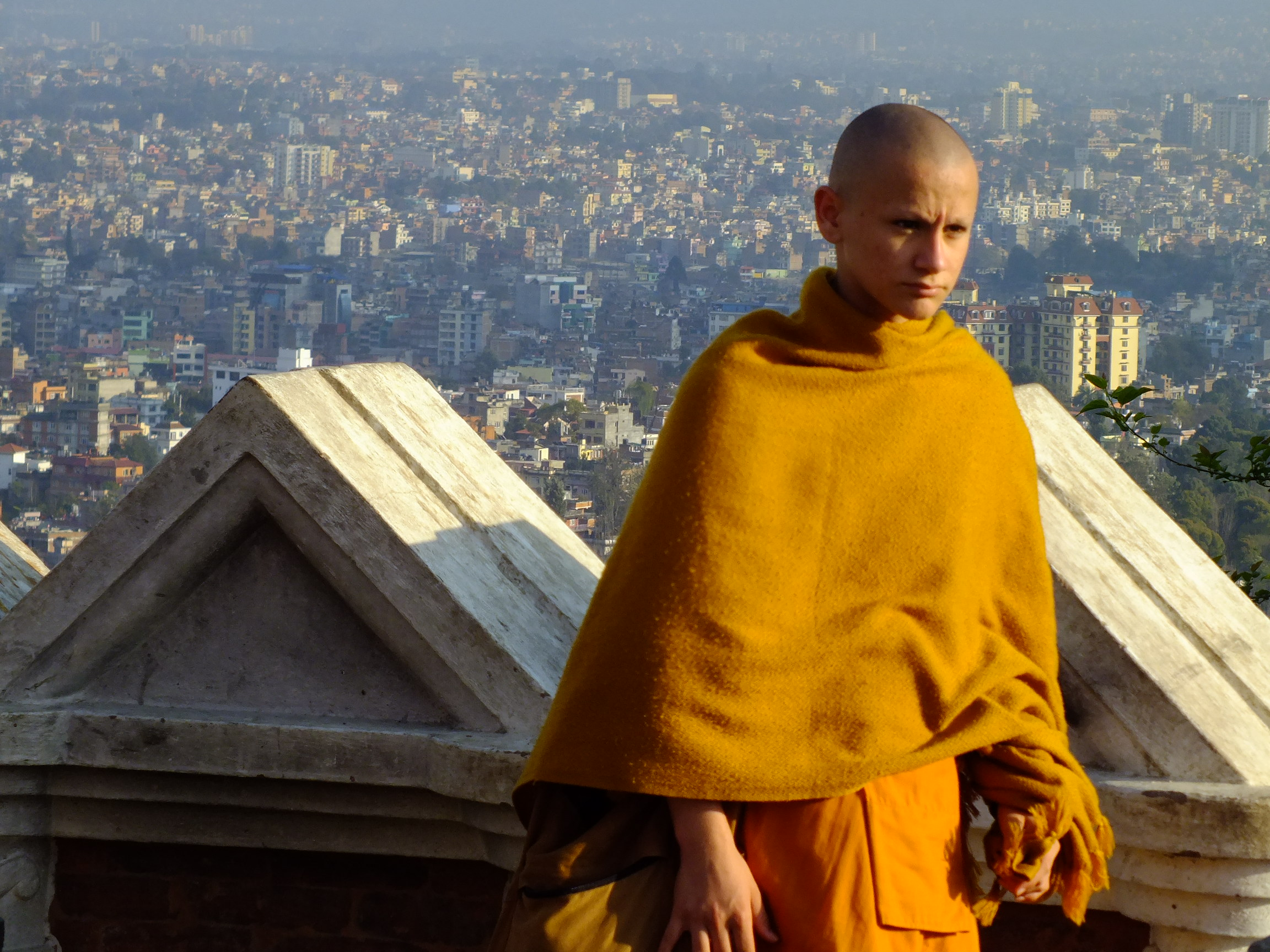
Mnich ve Svajambhúnáthu
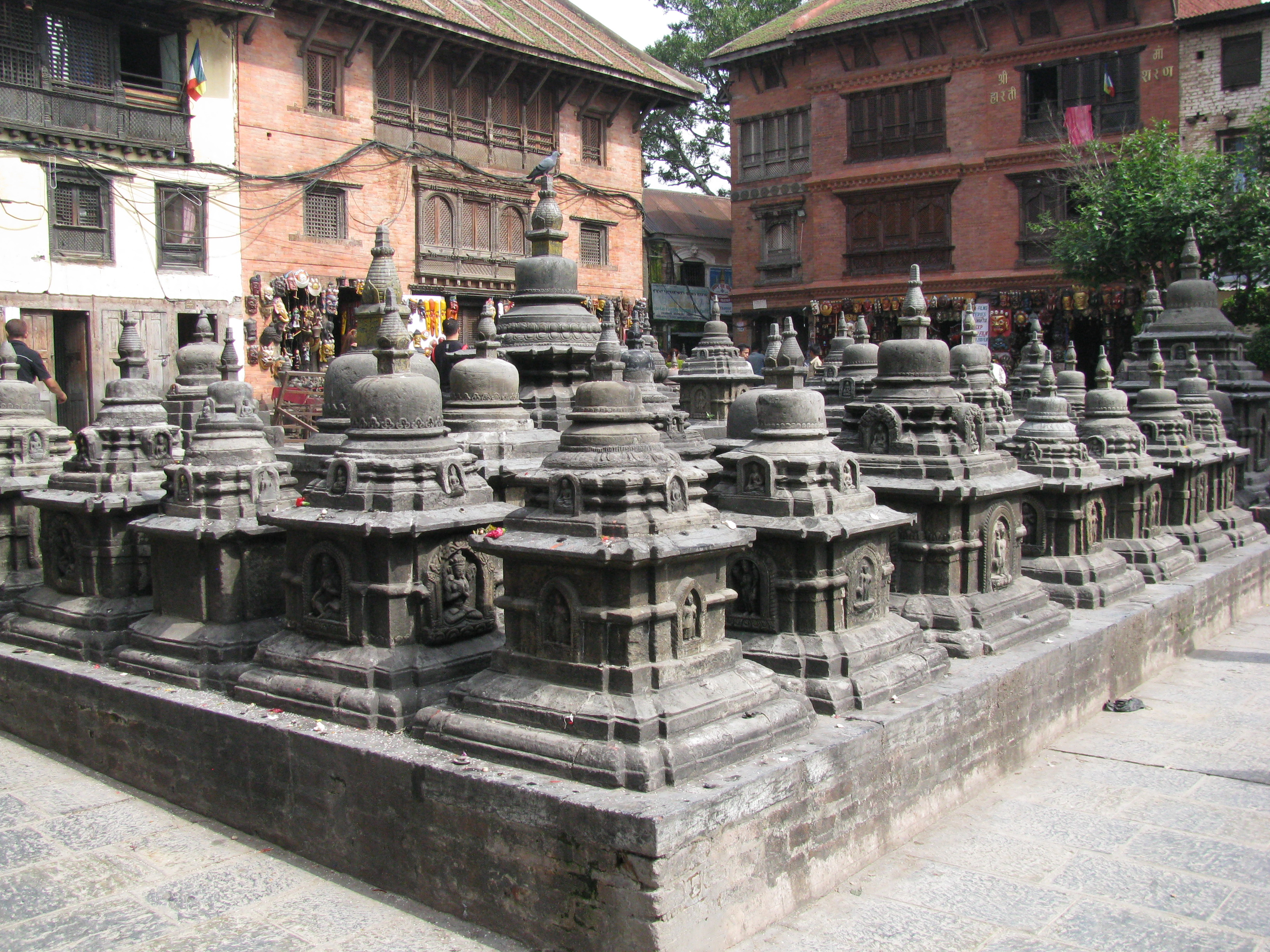
Nádvoří Chaityas
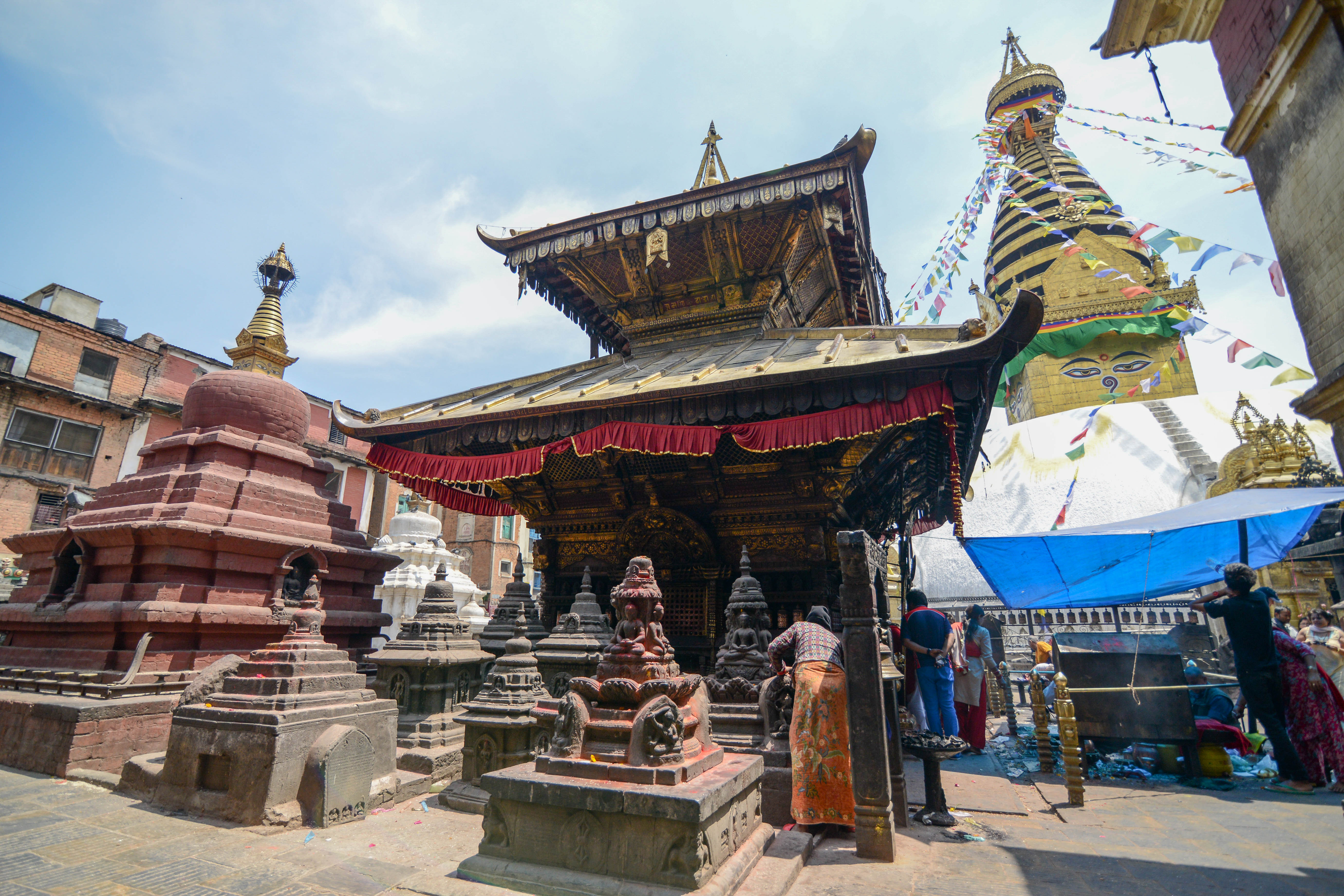
Chrám Ajima
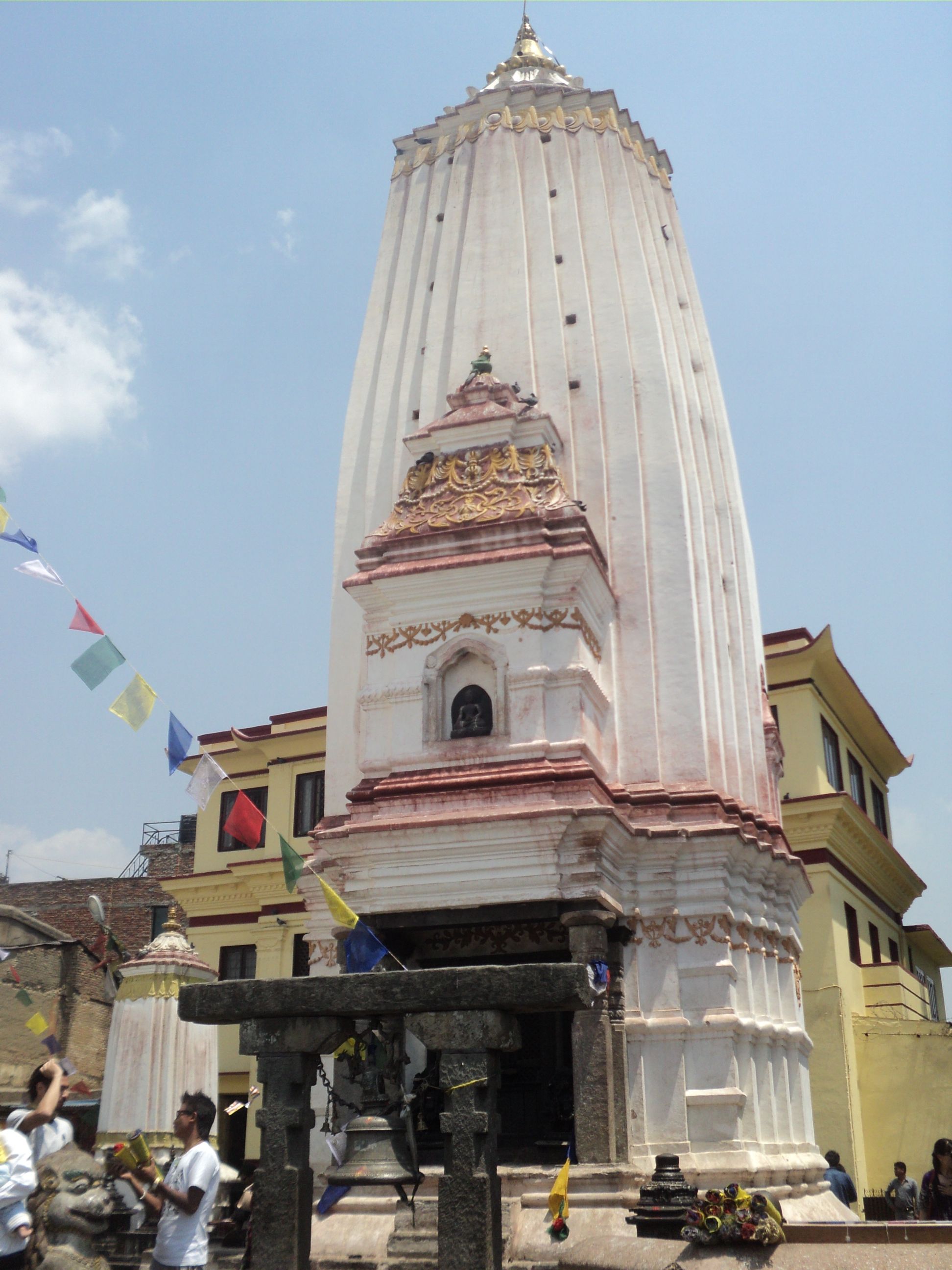
Chrám ve stylu Shikhar od Pratap Malla
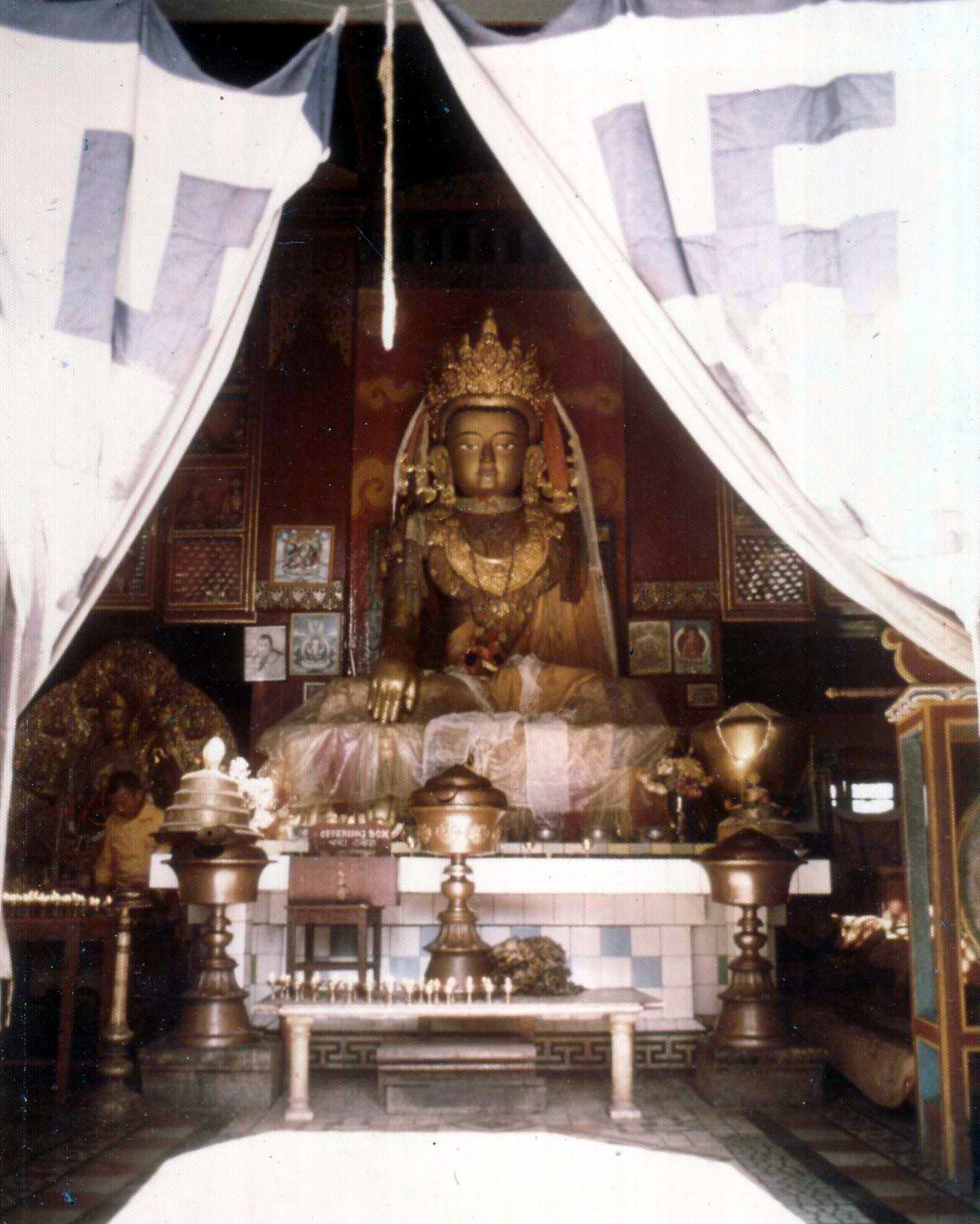
buddhistická gompa
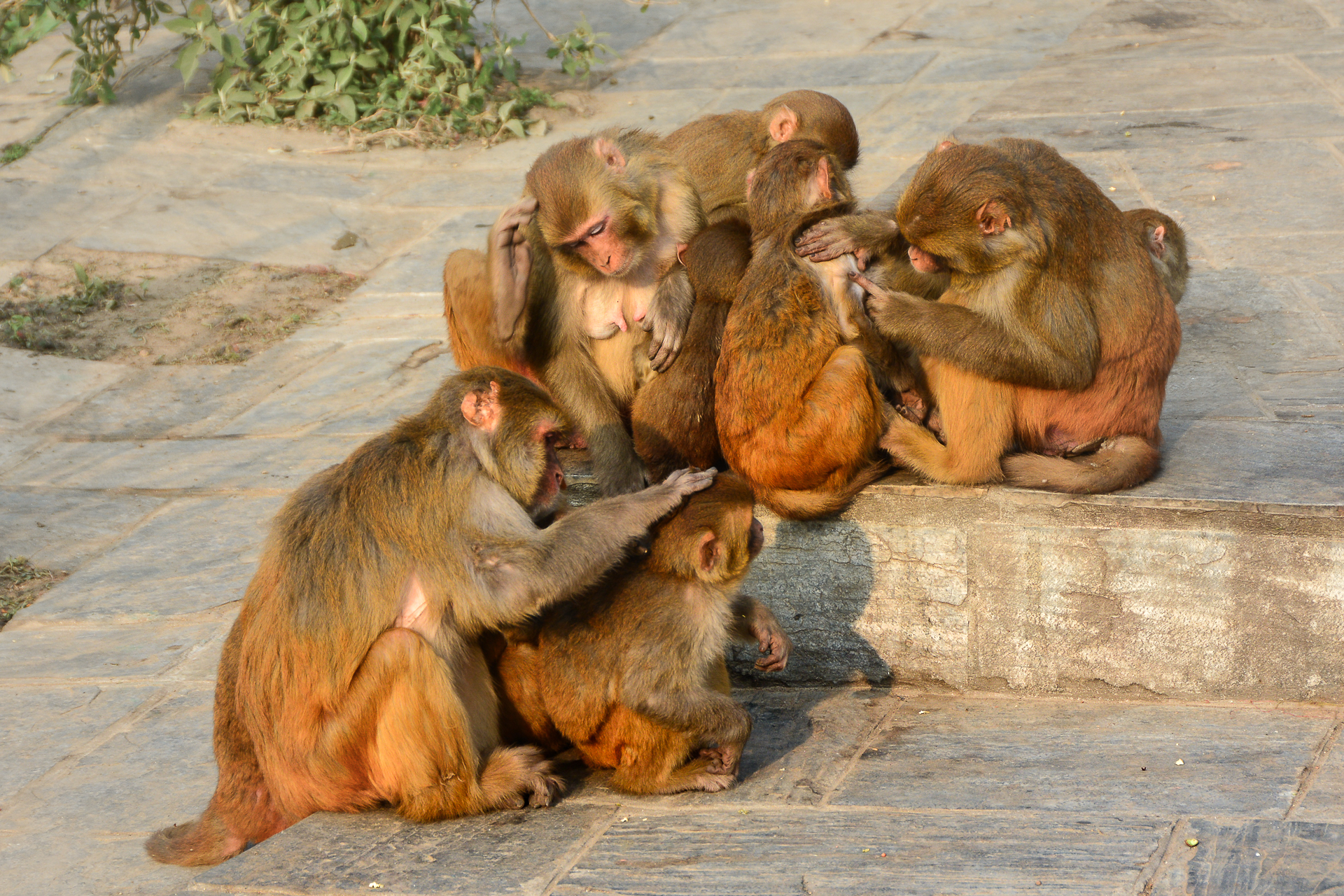
Chrámové opice